# Namchain Tsend-Ajuusch
Namchain Tsend-Ajuusch (mongolisch Намхайн Цэнд-Аюуш, englisch Namkhain Tsend-Ayuush, wiss. Transliteration Namchajn Cėnd-Ajuuš; * 26. Februar 1945) ist ein ehemaliger mongolischer Boxer.

## Sport
Namchain Tsend-Ajuusch trat bei den Olympischen Sommerspielen 1972 in München an. Im Halbmittelgewichtsturnier schied er in seinem Erstrundenkampf gegen Im Jae-geun aus Südkorea aus.